# Ondol
Ondol – tradycyjny koreański system ogrzewania podpodłogowego, podobny w założeniach do rzymskiego hypocaustum. Głównymi komponentami są kominek lub piec (używany także do gotowania) znajdujący się pod podłogą, kamienne filary tworzące system kanałów cieplnych ogrzewających podłogę oraz pionowy komin. Na filarach znajdują się kamienne płyty, warstwa gliny oraz nieprzepuszczalna warstwa, jak na przykład nasączony olejem papier. 
Ondol był używany w klasztorach buddyjskich, w miejscach odpoczynku oraz tam gdzie siedzieli ludzie. Cieplejsze miejsca zarezerwowane były dla gości honorowych.
Obecnie w domach koreańskich stosuje się ondol ogrzewany cyrkulującą ciepłą wodą albo energią elektryczną.
|                                   |                                       |                     |                       |
| specjalna konstrukcja fundamentów | wyrzutnia powietrza z bocznymi rurami | komin (wyrzut dymu) | ondol z czasów Baekje |